# Trilogia sulla morte
La Trilogia sulla morte è composta da tre film realizzati tra il 2000 e il 2006 dal regista messicano Alejandro González Iñárritu, e sceneggiati da Guillermo Arriaga:
- Amores perros (2000), con Gael García Bernal
- 21 grammi (2003), con Sean Penn, Naomi Watts e Benicio del Toro
- Babel (2006), con Brad Pitt e Cate Blanchett